# Euborlasia thori
Euborlasia thori är en djurart som tillhör fylumet slemmaskar, och som beskrevs av Friedrich 1958. Euborlasia thori ingår i släktet Euborlasia och familjen Lineidae. Inga underarter finns listade i Catalogue of Life.